# Nonpoint
Nonpoint es una banda de metal alternativo y hard rock estadounidense, radicada en Fort Lauderdale, Florida, originaria de Bayamon, Puerto Rico. La banda, actualmente, está conformada por el vocalista Elias Soriano, el baterista Robb Rivera, el guitarrista rítmico Rasheed Thomas, el bajista Adam Woloszyn y el guitarrista principal Jaysin Zeilstra.

## Historia

### Nonpoint Factor (1991-1996)
Inicialmente, Nonpoint fue una banda de thrash metal llamada Nonpoint Factor, formada en Puerto Rico por el batería Robb Rivera. Tras grabar cuatro demos, la banda acorta su nombre y cambia de estilo musical.

### Primeros años como Nonpoint (1997-2004)
Nonpoint se formó en enero de 1997, surgiendo de la popular escena metalera del sur de la Florida de mediados a finales de los 90 por el baterista Robb Rivera y el vocalista Elias Soriano. El nombre Nonpoint proviene de una canción de Believer llamada "Nonpoint". Soriano recuerda: "Busqué el nombre, así que empecé a usarlo en esa época. No tiene un significado real para nosotros. Tiene algo que ver con la contaminación, pero para nosotros simplemente sonaba genial". La banda se lanzó por su cuenta, su primer álbum, Separate Yourself a finales de 1997. El primer álbum comercialmente lanzado por la banda, Struggle, fue lanzado el 18 de mayo de 1999 en la ya desaparecida Jugular Records.
La banda lanzó su álbum debut de gran sello Statement el 10 de octubre de 2000 a través de MCA Records. Para promocionar el álbum, así como la banda a nivel nacional, Nonpoint realizó una gira con artistas como Hed PE, Mudvayne, Fuel, Taproot y Drowning Pool, con su gira principal en la etapa de la gira Ozzfest de los Estados Unidos. Un año después de su lanzamiento, el álbum entró en las listas Billboard 200, donde alcanzó el puesto número 166. El primer sencillo del álbum, "What a Day", alcanzó el puesto número 24 en las listas de Mainstream Rock.
El segundo álbum de Nonpoint, Development, fue lanzado el 25 de junio de 2002. El álbum entró en las listas de Billboard en el n.º 52, con el primer sencillo lanzado del álbum, "Your Signs", alcanzando el número 36 en las listas de Mainstream Rock. Nonpoint completó una exitosa segunda aparición en Ozzfest, durante el tramo de Donington Park de la gira europea. Otras giras incluyeron Sevendust en la primera gira del Locobazooka tour, fechas con Filter, Sunset Black y Papa Roach. Un segundo sencillo, "Circles", apareció en NASCAR Thunder 2003, así como la banda sonora de Hot Wheels AcceleRacers.
Dos años después del lanzamiento de Development, la banda lanzó su tercer álbum principal, Recoil, el 3 de agosto de 2004 a través de su nuevo sello 'Lava Records'. El álbum entró en las listas de Billboard en el número 115. El primer sencillo del álbum, "The Truth", alcanzó el puesto número 22 en las listas de Mainstream Rock. Otro sencillo, "Rabia" fue lanzado más tarde.

### Años posteriores (2005-2009)
Después de salir de Lava Records, Nonpoint firmó con el sello independiente Bieler Bros. Records. El copropietario del sello, Jason Bieler, produjo los tres álbumes anteriores de la banda. Nonpoint reapareció con su cuarto álbum principal, To the Pain el 8 de noviembre de 2005. El álbum ingresó a las listas de Billboard en el número 147, con aproximadamente 9,000 copias vendidas durante su primera semana de lanzamiento. El sencillo, "Bullet with a Name", alcanzó el puesto número 22 en las listas de Mainstream Rock y apareció en el juego WWE SmackDown vs. Raw 2007, la película del 2007, The Condemned. El segundo sencillo del álbum, "Alive and Kicking", alcanzó el puesto número 25. La canción también se presentó en el juego WWE SmackDown vs. Raw 2007, "In the Air Tonight", que anteriormente apareció en su álbum Recoil, fue el rema para la película Miami Vice. Tuvo una aparición tardía en las listas de Mainstream Rock, alcanzando el número 34. A finales de 2005, Nonpoint realizó una extensa gira con Sevendust durante tres meses, y luego concluyó la gira en New Hampshire. Nonpoint realizó una gira en la tercera gira anual de Music as a Weapon Tour con Disturbed, Stone Sour y Flyleaf. La banda también hizo giras con Sevendust y Buckcherry.
Nonpoint lanzó un set de CD y DVD, Live and Kicking, el 7 de noviembre de 2006. El álbum en vivo se grabó en el concierto del 29 de abril de 2006 en Fort Lauderdale, Florida. El álbum vendió 3,475 copias durante su primera semana de lanzamiento. 
A partir del 18 de septiembre de 2008, To the Pain ha vendido más de 130,000 copias en los Estados Unidos.
El 6 de noviembre de 2007, el grupo lanzó su quinto álbum principal, Vengeance, bajo el sello Bieler Bros. Records. El álbum vendió 8.400 copias en la primera semana. Vengeance alcanzó el puesto 129 en las listas de Billboard. El primer sencillo, "March of War" se lanzó tempranamente en la página de Myspace de la banda, así como una muestra de la canción principal "Wake Up World" y por segundo año consecutivo, una de sus canciones apareció en la franquicia de WWE SmackDown vs. Raw 2008. La canción fue un remix de "Everybody Down" del álbum.
Hicieron el primer Great American Rampage Tour. Nonpoint encabezó la gira "What Does Not Kill You tour" con 12 Stones y Anew Revolution. La banda anunció que en febrero de 2009 se embarcarían en una gira con Mudvayne e In This Moment.
El 20 de enero de 2009, el baterista Robb Rivera anunció que la banda se había separado de Bieler Bros. y estaba buscando un nuevo sello y administración. Nonpoint más tarde firmó con Split Media LLC.
Nonpoint grabó unos demos en Phoenix en mayo de 2009. También lanzaron un nuevo EP acústico digitalmente a través de su propio sello, 954 Records, el 8 de diciembre, apodado, Cut The Cord, el EP presenta interpretaciones acústicas de "What a Day", "Circles", "Rabia", "Victim" y "Your Signs".
Nonpoint transmitió una versión de 5 Minutes Alone de Pantera en su cuenta de MySpace. La pista es una canción adicional para el tributo de la revista Metal Hammer a "Dimebag" Darrell Abbott, que estuvo disponible el 16 de diciembre. El cover realizado de Pantera, apareció más tarde en su sexto álbum de estudio, Miracle.

### Actualidad (2010–presente)
La banda comenzó a trabajar en su sexto álbum de estudio a finales de 2009, con planes de lanzarlo a principios o mediados de 2010. En febrero de 2010, lanzaron el primer sencillo y la canción del nuevo álbum, "Miracle", junto con una fecha de lanzamiento del 27 de abril. Aproximadamente un mes después, el lanzamiento se retrasó una semana hasta el 4 de mayo.
En el momento de su lanzamiento, Miracle era el n.º 59 en el Billboard 200, el segundo debut más importante de la carrera de la banda, y también alcanzó el número 5 en la lista de álbumes de Rock en la semana posterior al lanzamiento. El segundo sencillo, "Frontlines", fue lanzado en agosto, y fue inspirado por los militares y sus riesgos diarios para proteger a los Estados Unidos.
A finales de febrero y principios de marzo, la banda se presentó en Soundwave en Australia. Esto marcó la primera vez que la banda tocó allí en su carrera. También lanzaron una versión con descargar gratuita de "Billie Jean" de Michael Jackson.
La banda lanzó un álbum de grandes éxitos titulado "Icon". La compilación abarcó el trabajo principal anterior de la banda e incluyó varias rarezas, incluida una versión acústica de su canción "What A Day", además de las raras canciones "Across The Line" y "Pickle". El set surgió a través de UMG el 5 de abril. La canción "Across the Line" hizo su aparición en NASCAR Thunder 2004  antes de aparecer en el álbum de grandes éxitos.
La banda declaró que habían estado escribiendo nueva música y que planeaban comenzar a grabar un nuevo álbum a finales de año a través de Razor & Tie. Lanzaron una mezcla avanzada gratuita de una canción del álbum titulada "I Said It". Otro tema, "Left For You" fue lanzado más tarde.
Se confirmó a través de la página de Facebook de Nonpoint que estarían grabando para un DVD cuando tocaran su programa en su ciudad natal el 8 de mayo.
Nonpoint completó el proceso de grabación para su séptimo álbum de estudio homónimo con el productor Johnny K (3 Doors Down, Staind, Sevendust). La banda lanzó la canción "I Said It", e hizo planes para hacer una gira con Call Me No One.
La banda anunció más tarde que el álbum se lanzaría el 18 de septiembre de 2012. Fue empujado hasta el 9 de octubre de 2012. La banda lanzó un video musical de la canción Left For You el 1 de octubre de 2012. 
A principios de enero de 2014, el grupo de origen puertorriqueño anunció en Facebook que estaban trabajando en un nuevo álbum: "Actualizando, en eso estamos,  escribiendo nuevo material. Realmente estamos impresionados con lo que hemos hecho hasta ahora, si te gustó el último álbum, te encantará, se vienen cosas nuevas. Por lo que se puede apreciar, estamos profundizando en nuestras influencias, realmente es emocionante".
Nonpoint firmó con Metal Blade Records para hacer lanzamientos fuera de América del Norte pero a su vez seguían con contrato en Razor & Tie para lanzamientos en Norteamérica. 
El nuevo álbum de la banda titulado The Return fue lanzado el 30 de septiembre de 2014. También el grupo lanzó la canción "Breaking Skin" como el primer sencillo del álbum el 12 de agosto de 2014. No mucho después del lanzamiento del álbum, BC Kochmit (Eye Empire, Switched) asumió el papel de Dave Lizzio como guitarrista principal de la banda. 
Mientras tocaban en Amos Southend en Charlotte, Carolina del Norte, en la gira Crack the Sky con 10 Years, la banda reveló que habían comenzado a trabajar en su noveno álbum de estudio y que comenzarían a grabar en febrero de 2016. Se anunció el 15 de octubre de 2015 que la banda había firmado con Spinefarm Records. A principios de mayo, la banda anunció el álbum de 14 canciones y el primer sencillo, "Generation Idiot" a través de su página oficial de Facebook. The Poison Red fue lanzado el 8 de julio de 2016.  Nonpoint reveló planes para dejar de viajar en 2018. 
El décimo álbum de la banda, X, se lanzó el 24 de agosto de 2018. La banda lanzó un video lírico para la canción "Dodge Your Destiny", el 22 de junio simultáneamente lanzaba "Chaos and Earthquakes" como el primer sencillo de radio con un video oficial para la última presentación en el canal de YouTube de la banda el 16 de agosto.

## Estilo musical e influencias
Nonpoint ha sido descrito habitualmente como una banda groove metal, hard rock, heavy metal, rap metal, nu metal, y metal alternativo. Cuando en una entrevista se le preguntó al vocalista Elias Soriano si veía a Nonpoint como una banda de metal o una banda de rock, él dijo "Ambos, creo. Una banda de rock pesado. Sí, definitivamente somos los dos. No intentamos encasillarnos". 
Originalmente con un estilo agresivo, Nonpoint se movió a sonidos más melódicos desde la producción del álbum Development del 2002, debido a la presión de su sello discográfico MCA. El álbum de 2004, Recoil, marcó un regreso a las raíces más pesadas de la banda. En una entrevista del año 2000, Soriano reflexionó sobre las influencias musicales de la banda, diciendo: "Todos en la banda tenemos influencias diferentes, el baterista proviene de un estilo más metal/hardcore. El bajista es del straight edge hardcore, Earth Crisis, Hatebreed, cosas como en esa vía. Nuestro guitarrista, está muy interesado en Stevie Ray Vaughan, en el blues y en bandas más  industriales, como Nine Inch Nails. Yo, personalmente, crecí con mucho R&B, mucho rap, me gusta eso, un sonido conmovedor".

## Miembros
Miembros actuales
- Elías Soriano - voz principal (1997 – presente)
- Robb Rivera - batería (1997 – presente)
- Rasheed Thomas - guitarra rítmica, coros (2011 – presente)
- Adam Woloszyn - bajo (2011 – presente)
- B.C. Kochmit - guitarra solista, coros (2014 – presente)

Miembros anteriores
- Andrew Goldman - guitarra líder, coros (1997–2008)
- Zach Broderick - guitarra líder (2008–2011)
- Dave Lizzio - guitarra líder (2011–2014)
- Dan Szatkowski - guitarra rítmica (1999–1999)
- Ken MacMillan - bajo, coros (1997–2011)

Cronología

## Álbumes
- Separate Yourself (1997)
- Struggle (1999)
- Statement (2000)
- Development (2002)
- Recoil (2004)
- To the Pain (2005)
- Alive and Kicking (2006)
- Vengeance (2007)
- Miracle (2010)
- Nonpoint (2012)
- The Return (2014)
- The Poison Red (2016)
- X (2018)

2 canciones de Nonpoint aparecieron en el videojuego WWE SmackDown vs. Raw 2007 'Alive and Kicking' y 'Bullet With a Name'. Y una canción en el WWE SmackDown vs. Raw 2008 'Everybody Down'
- Datos: Q1849580
- Multimedia: Nonpoint / Q1849580